# Jacques Gosselin
Jacques Pierre Gosselin, né le 29 septembre 1897 à Criquetot-l'Esneval et mort le 22 mai 1953 à Gonneville-la-Mallet, est un administrateur colonial français. Il est notamment gouverneur du Niger.

## Biographie
Après son baccalauréat, Jacques Gosselin participe aux combats de la Première Guerre mondiale à partir de 1916, il est démobilisé en 1919. Il entre en 1920 dans l'administration coloniale en Afrique occidentale française. Il se marie avec Lucie Holgard en 1922. À la fin des années 1920, il est à Ouagadougou en Haute-Volta et au début des années 1930, il est commandant de district de Gouré dans la colonie du Niger. Gosselin gravit les échelons de la hiérarchie. il est administrateur adjoint en 1922, administrateur en 1931 et administrateur en chef en 1941. De mai à novembre 1946, il assure l'intérim de gouverneur du Niger pendant l'absence de Jean-François Toby. Son beau-frère, Pierre Cournarie, est à l'époque gouverneur général de l'Afrique occidentale française et donc son supérieur.

## Distinctions
- Officier de la Légion d'honneur (11 octobre 1947)
  -  Chevalier de la Légion d'honneur (25 décembre 1926)
- Croix de guerre 1914–1918 (palme et étoile d'argent)
- Médaille commémorative de la guerre 1914–1918
- Médaille interalliée de la Victoire
- Officier de l'Ordre de l'Étoile noire
- Chevalier de l'Ordre de Nichan Iftikhar (Tunisie)